# دييغو أرياس دي ميراندا
دييغو أرياس دي ميراندا هو سياسي إسباني، ولد في 1 ديسمبر 1845 في أراندا دي دويرو في إسبانيا، وتوفي في 28 يونيو 1929 في مدريد في إسبانيا. نشط حزبياً في الحزب الليبرالي.

## مناصب
- انتخب civil governor of Murcia Province ‏ (20 ديسمبر 1883 – ).
- انتخب  (1883 – ).
- انتخب Minister of Grace and Justice ‏ (1912 – 1913).
- انتخب  (1885 – ).
- انتخب عضو مجلس الشيوخ الإسباني  [لغات أخرى]‏.
- انتخب عضو مجلس النواب الإسباني  [لغات أخرى]‏.
- انتخب Minister of the Spanish Navy  [لغات أخرى]‏ (1910 – 1911).